# 安居河
安居河，是中国长江流域的一条河流，於銅梁縣安居鎮汇入涪江下游右岸，属于嘉陵江水系。河长237千米，流域面积4560平方千米，多年平均流量43立方米每秒。自然落差243米。